# Titularbistum Tunnuna
Tunnuna ist ein Titularbistum der römisch-katholischen Kirche.
Es geht zurück auf einen untergegangenen Bischofssitz in der gleichnamigen antiken Stadt, die in der römischen Provinz Africa proconsularis (heute nördliches Tunesien) lag. Der Bischofssitz war der Kirchenprovinz Karthago zugeordnet.
| Titularbischöfe von Tunnuna |                         |                                                             |                  |                   |
| Nr.                         | Name                    | Amt                                                         | von              | bis               |
| 1                           | George John Rehring     | emeritierter Bischof von Toledo (USA)                       | 25. Februar 1967 | 31. Dezember 1970 |
| 2                           | Urbano José Allgayer    | Weihbischof in Porto Alegre (Brasilien)                     | 5. Februar 1974  | 4. Februar 1982   |
| 3                           | Osvaldo Giuntini        | Weihbischof in Marília (Brasilien)                          | 25. Juni 1982    | 30. April 1987    |
| 4                           | Narbal da Costa Stencel | Weihbischof in São Sebastião do Rio de Janeiro (Brasilien)  | 30. Oktober 1987 | 31. Januar 2003   |
| 5                           | Edney Gouvêa Mattoso    | Weihbischof in São Sebastião do Rio de Janeiro (Brasilien)  | 12. Januar 2005  | 20. Januar 2010   |
| 6                           | Johannes Liesen         | Weihbischof in ’s-Hertogenbosch (Niederlande)               | 15. Juli 2010    | 26. November 2011 |
| 7                           | Stephen Robson          | Weihbischof in Saint Andrews und Edinburgh (Großbritannien) | 8. Mai 2012      | 11. Dezember 2013 |
| 8                           | Matthäus Karrer         | Weihbischof in Rottenburg-Stuttgart (Deutschland)           | 2. März 2017     |                   |